# Green Buffaloes Football Club
El Green Buffaloes FC es un equipo de fútbol de Zambia que juega en la Primera División de Zambia, la liga de fútbol más importante del país.

## Historia
Fue fundado en el año 1973 en la capital Lusaka con el nombre Zambia Army, siendo campeón en 6 ocasiones y siendo participante de la Copa Africana de Clubes Campeones por primera vez en el año 1974.

## Palmarés
- Primera División de Zambia: 6

1973, 1974 (como Zambia Army (Lusaka)), 1975, 1977, 1979, 1981
- Copa de Zambia: 1

2005
- Copa Desafío de Zambia:  5

1975, 1977, 1979, 1981, 1985
- Charity Shield de Zambia:  1

2008

## Participación en competiciones de la CAF
| Temporada | Torneo                            | Ronda            | Club                  | Casa  | Visita | Global |
| --------- | --------------------------------- | ---------------- | --------------------- | ----- | ------ | ------ |
| 1974      | Copa Africana de Clubes Campeones | 1                | JS Antalaha           | 4-1   | 2-1    | 6-2    |
| 1974      | Copa Africana de Clubes Campeones | 2                | Simba SC              | 1-2   | 0-1    | 1-3    |
| 1975      | Copa Africana de Clubes Campeones | 1                | AS Corps Enseignement | w.o.1 | w.o.1  | w.o.1  |
| 1975      | Copa Africana de Clubes Campeones | 2                | Bata Bullets          | 3-2   | 2-0    | 5-2    |
| 1975      | Copa Africana de Clubes Campeones | Cuartos de final | Enugu Rangers         | 2-2   | 1-2    | 3-4    |
| 1976      | Copa Africana de Clubes Campeones | 2                | Simba SC              | 1-0   | 3-2    | 4-2    |
| 1976      | Copa Africana de Clubes Campeones | Cuartos de final | Enugu Rangers         | 3-1   | 0-3    | 3-4    |
| 1982      | Copa Africana de Clubes Campeones | 2                | Matlama FC            | 1-0   | 0-0    | 1-0    |
| 1982      | Copa Africana de Clubes Campeones | Cuartos de final | Canon Yaoundé         | 1-1   | 0-2    | 1-3    |
| 1982      | Copa Africana de Clubes Campeones | 1                | Vital'O FC            | 0-0   | 2-0    | 2-0    |
| 1982      | Copa Africana de Clubes Campeones | 2                | AS Somasud            | 3-0   | 3-1    | 6-1    |
| 1982      | Copa Africana de Clubes Campeones | Cuartos de final | Al-Ahly               | 1-0   | 1-3    | 2-3    |
| 1983      | Recopa Africana                   | 1                | Maxaquene             | 5-1   | 1-1    | 6-1    |
| 1983      | Recopa Africana                   | 2                | AS Sotema             | 2-0   | 0-0    | 2-0    |
| 1983      | Recopa Africana                   | Cuartos de final | Horoya AC             | 1-0   | 0-2    | 1-2    |
| 2003      | Copa CAF                          | 1                | Express FC            | 2-1   | 1-1    | 3-2    |
| 2003      | Copa CAF                          | 2                | St Michel United FC   | 5-0   | 2-1    | 7-1    |
| 2003      | Copa CAF                          | Cuartos de final | Club Africain         | 1-1   | 1-4    | 2-5    |
| 2004      | Copa Confederación de la CAF      | Preliminar       | Al-Merrikh SC         | 2-0   | 0-1    | 2-1    |
| 2004      | Copa Confederación de la CAF      | 1                | DC Motema Pembe       | 6-1   | 1-2    | 7-3    |
| 2004      | Copa Confederación de la CAF      | 2                | Lobi Stars FC         | 4-2   | 1-2    | 5-4    |
| 2004      | Copa Confederación de la CAF      | 3                | Cotonsport Garoua     | 1-1   | 0-3    | 1-4    |
| 2005      | Copa Confederación de la CAF      | Preliminar       | APR FC                | 1-0   | 1-3    | 2-3    |
| 2007      | Copa Confederación de la CAF      | 1                | Saint-Pauloise FC     | 2-0   | 0-0    | 2-0    |
| 2007      | Copa Confederación de la CAF      | 2                | Ismaily SC            | 1-1   | 1-2    | 2-3    |
| 2008      | Copa Confederación de la CAF      | Preliminar       | Chipukizi FC          | 2-0   | 5-0    | 7-0    |
| 2008      | Copa Confederación de la CAF      | 1                | Highlanders FC        | 1-1   | 0-1    | 1-2    |
| 2018      | Copa Confederación de la CAF      | Preliminar       | Al-Masry SC           | 2-1   | 0-4    | 2-5    |
| 2018/19   | Copa Confederación de la CAF      | Preliminar       | Al-Merreikh Juba      | 2-0   | 0-0    | 2-0    |
| 2018/19   | Copa Confederación de la CAF      | 1                | CS Sfaxien            | 1-0   | 1-4    | 2-4    |

1- AS Corps Enseignement abandonó el torneo.

## Entrenadores
- Dickson Chama (1978-1986)
- Dickson Chama (1988-1990)
- Keagan Mumba (2005)

## Jugadores

### Jugadores destacados
- Francis Onyango
- Linos Chalwe
- Dudley Fichite
- Frederic Frimpong
- Clive Hachilensa
- Felix Katongo
- Misheck Lungu
- Collins Mbulo
- Kunda Mushota
- Francis Kajiya